# Оленовка (Захарьевский район)
Оленовка (укр. Оленівка) — село, относится к Захарьевскому району Одесской области Украины.
Население по переписи 2001 года составляло 437 человек. Почтовый индекс — 66710. Телефонный код — 4860. Занимает площадь 0,91 км². Код КОАТУУ — 5125283005.

## Местный совет
66710, Одесская обл., Захарьевский р-н, с. Марьяновка